# Regadera

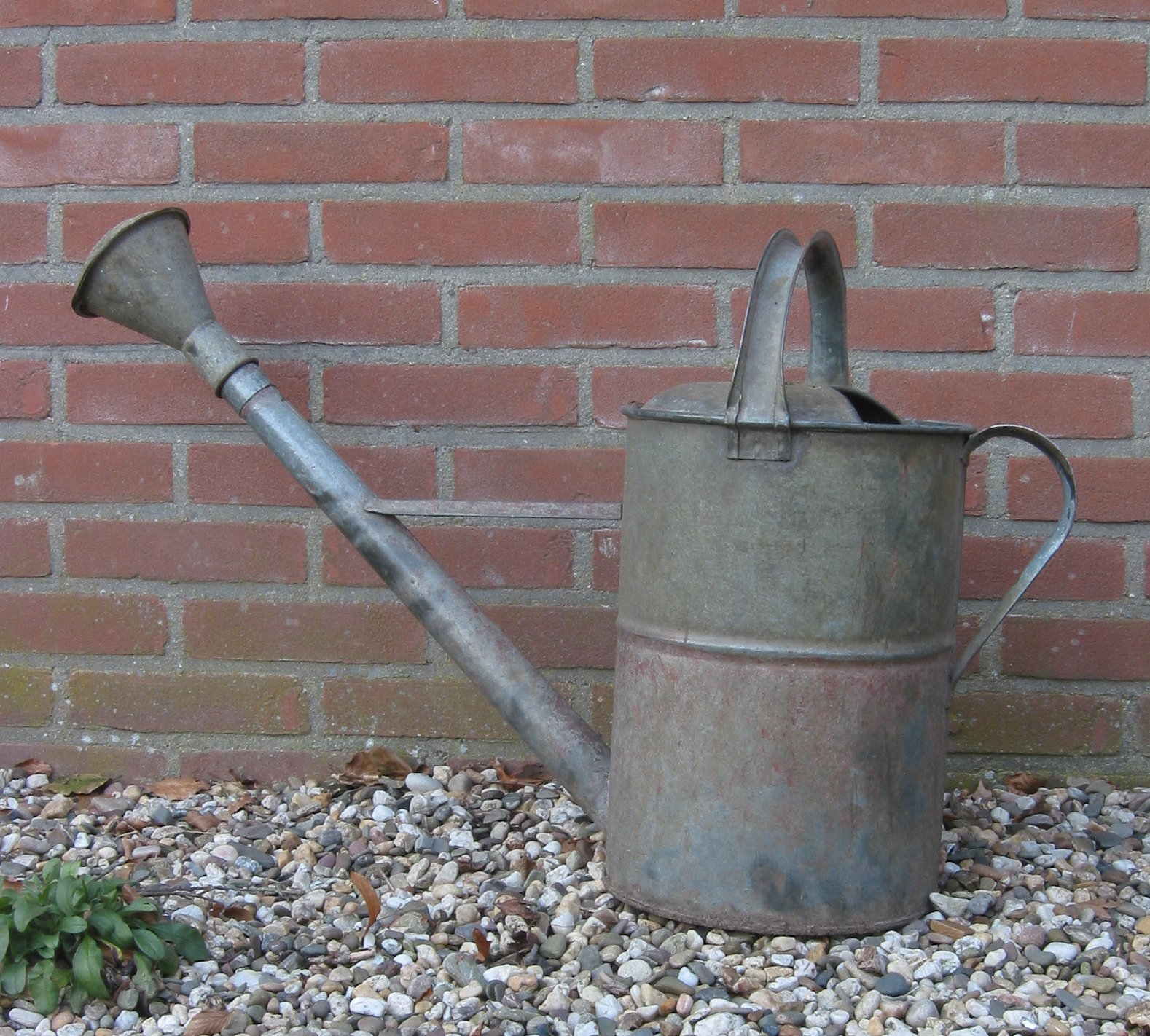
Regadera

Una regadera es un recipiente (de metal, cerámica o plástico) que contiene agua para regar las plantas.
Para las plantas de interior, existen regaderas más pequeñas (normalmente con una capacidad de uno a dos litros) con un mayor nivel de diseño y apariencia que las regaderas grandes (de hasta 15 litros) para cocinas y jardines ornamentales. Además, el pico para regar selectivamente macetas o jardineras de balcón es más largo y estrecho en relación con el recipiente que en el caso de la regadera de jardín. En las regaderas técnicamente de alta calidad para plantas de interior, la abertura de salida de la boquilla es significativamente más alta que la abertura de llenado cuando la lata está en posición horizontal, lo que minimiza el riesgo de que se derrame agua involuntariamente.

## Descripción

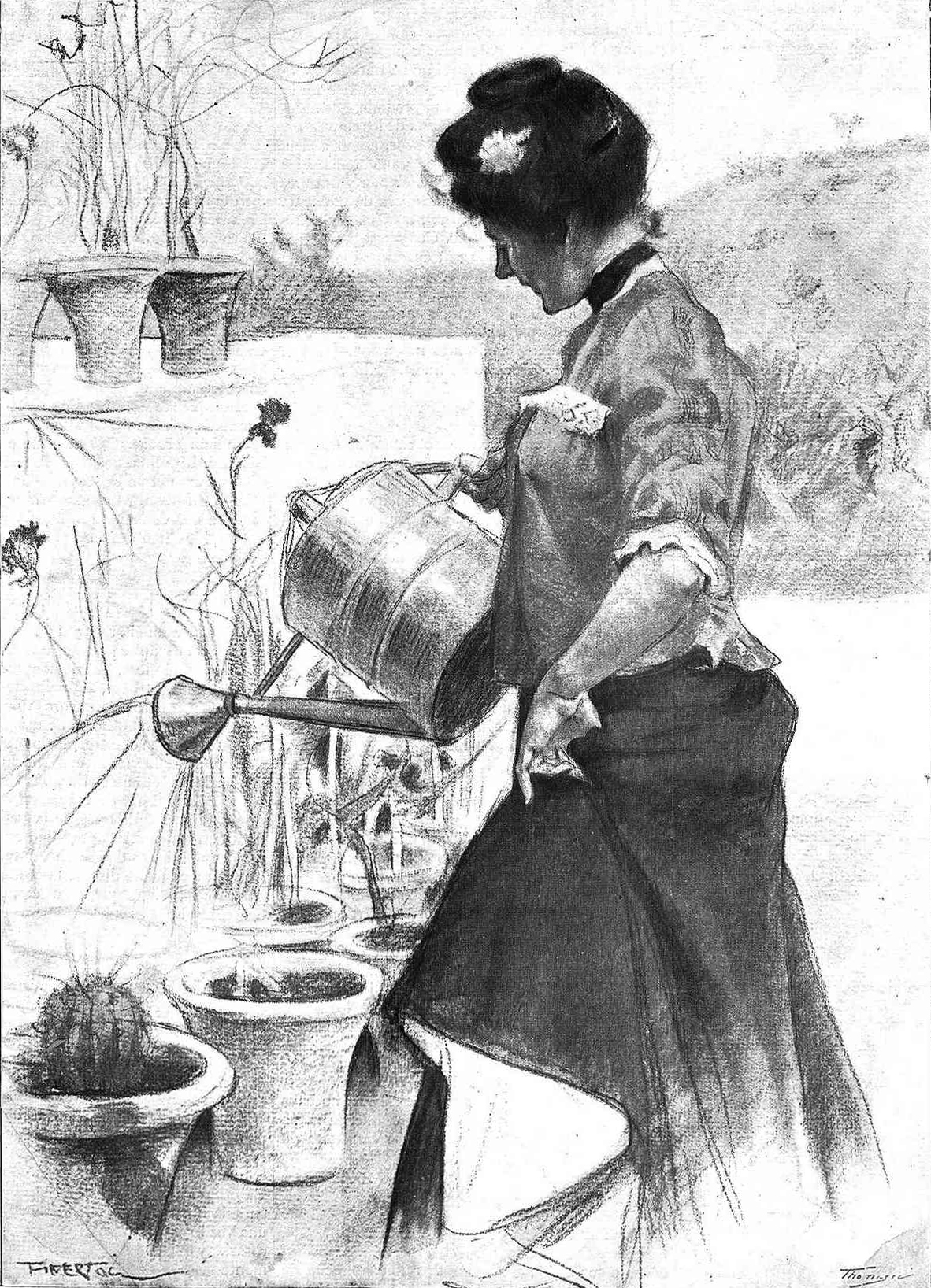
Regadera en acción en una imagen de 1902.

Una regadera es un recipiente que dispone de un cuello que acaba en un pitorro que en muchas ocasiones termina en una boca cónica con múltiples orificios, roseta o alcachofa, a través de la que se vierte el agua, y un asa para su manejo. De ahí que en algunos países de Hispanoamérica se conozca con esta palabra a la ducha.
La capacidad del recipiente puede oscilar entre los 0,5 litros, para plantas de interior, y los 10 litros, para uso general en jardinería exterior.
Una regadera suele estar fabricada o bien en metal, o bien de cerámica o de plástico. Al final del pico, se puede colocar una "rosa" (un dispositivo, como un tapón, con pequeños orificios) para romper el chorro de agua en gotitas imitando la lluvia, para evitar una presión excesiva del agua en el suelo o en las plantas delicadas.

## Técnica de uso
Hay que preferir un buen riego a varios ligeros. Para evitar compactar el suelo, utilice una regadera de manzana o roseta o alcachofa, también llamada con difusor. Para obtener un riego aún más fino bajo la lluvia, dé la vuelta a la flor colocando los agujeros hacia arriba, mirando al cielo. Para que el agua penetre mejor en el suelo compactado, haga algunos agujeros con un palo antes de regar. Alrededor de árboles y arbustos jóvenes, deje una palangana de riego para que el agua se concentre más rápidamente hacia las raíces.
Riegue preferiblemente al atardecer o temprano en la mañana (al amanecer), para evitar la evaporación, que es costosa y perjudicial para la planta. El agua y el sol, combinados, por efecto de aumento, queman los tejidos epidérmicos de las plantas. Pero también, las plantas cierran sus estomas para limitar la transpiracidón. Por tanto, el riego realizado a pleno calor provoca la apertura de los estomas que no cierran con la suficiente rapidez. Posteriormente, la planta muere al secarse.
Para evitar la destrucción de la estructura del suelo, no trabaje un suelo que acaba de ser regado abundantemente.
El agua de lluvia es ideal para regar sobre todo porque es baja en cloro y minerales. Sin embargo, debe dejarse unas horas a temperatura ambiente. También se puede utilizar agua de una cisterna. Nunca riegue directamente con agua del grifo porque el agua demasiado fría debilita las plantas jóvenes. Hay que dejar reposar el agua al menos una noche: para ello se recomienda llenar sistemáticamente la regadera al finalizar el riego.

## Historia
El concepto de transportar y distribuir agua para fines agrícolas se remonta a las civilizaciones antiguas. Los métodos tempranos incluían contenedores simples como cubos o vasijas de barro. 
Los recipientes para regar, utilizados para almacenar o distribuir agua para fines agrícolas, domésticos o de jardinería, se han encontrado en diversos sitios arqueológicos de todo el mundo. Estos descubrimientos abarcan muchas civilizaciones antiguas, cada una demostrando su necesidad de una gestión eficiente del agua en las prácticas agrícolas, la vida diaria y la planificación urbana. 
- Mesopotamia Antigua (sumerios, acadianos, babilonios, asirios). Se ha encontrado evidencia en Ur, Lagash, Babilonia, Nínive y Mari. La Mesopotamia, conocida como la "Cuna de la Civilización", es una de las primeras y más destacadas áreas donde se han descubierto evidencias de recipientes para regar y sistemas de irrigación. En excavaciones en Ur (actual Irak) y Lagash (actual Tell al-Hiba) se han encontrado recipientes de arcilla y piedra que probablemente se usaban para la irrigación. Estos recipientes incluyen jarros, tazones y jarras diseñados para transportar y distribuir agua.[3]

Estas civilizaciones desarrollaron técnicas avanzadas de irrigación, como lo evidencian los grandes sistemas de canales. Los sumerios son reconocidos por inventar las primeras formas de irrigación alrededor del 3000 a. C. Estos incluían recipientes de arcilla con cuellos estrechos o picos, usados para distribuir el agua de manera uniforme sobre los cultivos en el paisaje árido de Mesopotamia. Se han encontrado evidencias de grandes jarras de arcilla y ánforas usadas para almacenar agua en estas antiguas ciudades. Estos recipientes eran esenciales para almacenar agua en una región con lluvias impredecibles.
- Antiguo Egipto (Egipto faraónico). Se ha encontrado evidencia en Giza, Saqqara, Tebas y Abydos. En el antiguo Egipto, el río Nilo era la principal fuente de agua, pero la irrigación y la gestión del agua eran vitales para el cultivo exitoso de los cultivos. Se han descubierto evidencias de recipientes para regar y sistemas de irrigación en sitios como Giza, Saqqara y Tebas. En tumbas y viviendas, los arqueólogos han descubierto recipientes cerámicos, como jarros de agua y botellas, que se usaban para transportar agua. Muchos de estos artefactos fueron enterrados con los difuntos para asegurar que tuvieran acceso a agua en la vida después de la muerte.[4][5]

El shaduf, un dispositivo manual usado para levantar agua de un río o pozo, se muestra en muchas tumbas y murales del antiguo Egipto. Este dispositivo era clave para transferir el agua del Nilo a los campos agrícolas. Además, se han descubierto canales y reservorios usados para almacenar agua durante la temporada de inundaciones del Nilo, lo que demuestra el uso estratégico de recipientes para regar para distribuir el agua.
- Antigua Grecia. Se ha encontrado evidencia en Atenas, Delos y Pompeya (período romano). En la antigua Grecia, el agua se almacenaba y distribuía a través de diversos recipientes, especialmente en los centros urbanos y las zonas agrícolas. Sitios arqueológicos como Atenas y la Isla de Delos han proporcionado evidencias de recipientes para regar. Los recipientes cerámicos conocidos como hidrias, grandes jarras para transportar agua, se usaban comúnmente para llevar agua. Estos recipientes generalmente tenían dos asas y una abertura amplia para transportar agua desde fuentes públicas o pozos. Algunos de estos recipientes se han encontrado en contextos domésticos, particularmente en hogares donde se usaban para necesidades diarias de agua, así como en áreas agrícolas para la irrigación.[6]

En el período helenístico (siglos IV–I a. C.), las evidencias de Delos (una isla griega) muestran que los jardines se cultivaban utilizando métodos de irrigación, incluidos los recipientes para regar. Algunos de los vasos o recipientes encontrados en este sitio tienen picos, lo que hubiera ayudado a distribuir el agua de manera más controlada.
- Antigua Roma. Se ha encontrado evidencia en Pompeya, Ostia, Roma (Colina Palatina) y Herculano. Los romanos eran conocidos por sus avanzadas técnicas de gestión del agua, y se han encontrado evidencias de recipientes para regar en varios sitios romanos, incluidos Pompeya, Ostia y Roma. Regaderas romanas (cantharus), que presentaban un pico largo y una asa, se han encontrado en excavaciones de villas romanas y jardines, como los de Pompeya. Estas regaderas probablemente se usaban en jardines privados o para fines agrícolas de pequeña escala. Además, se han encontrado grandes jarras de almacenamiento (dolia) usadas para almacenar agua.[8]

Los romanos construyeron extensos acueductos y cisternas, que proporcionaban agua a las zonas urbanas y estaban vinculados a fuentes públicas. Estas fuentes públicas permitían a los ciudadanos llenar sus recipientes para regar. En la Colina Palatina de Roma, se ha encontrado evidencia de que los romanos adinerados usaban sistemas de irrigación para jardines ornamentales.
- Antigua China (Dinastías Shang, Zhou, Han). Se ha encontrado evidencia en Anyang, Luoyang, Chang'an, Dunhuang. En la antigua China, especialmente durante la Dinastía Shang (1600–1046 a. C.) y la Dinastía Zhou (1046–256 a. C.), se han encontrado evidencias de recipientes para regar y sistemas de irrigación a través de excavaciones en sitios como Anyang y Luoyang.  Las excavaciones han descubierto jarras cerámicas, botellas y recipientes de agua que se usaban para almacenar agua. En los períodos Shang y Zhou, estos recipientes eran esenciales para la vida diaria y posiblemente también para fines rituales. La Dinastía Han (206 a. C.–220 d. C.) vio avances en la gestión del agua con el uso de dispositivos para elevar agua y grandes tanques de almacenamiento.[10]

Se ha encontrado evidencia de sistemas de irrigación tempranos en Luoyang, donde el agua se desviaba a través de canales hacia campos agrícolas, probablemente usando recipientes de arcilla o cerámica para regar.
- Civilización del Valle del Indo (Harappa y Mohenjo-Daro). Se ha encontrado evidencia en Mohenjo-Daro, Harappa y Dholavira. La Civilización del Valle del Indo (alrededor de 3300–1300 a. C.) en lo que hoy es Pakistán y el noroeste de la India también ofrece evidencia de sistemas de gestión del agua, aunque las evidencias específicas de recipientes para regar son menos frecuentes.[11]

Las ciudades de Mohinjo-Daro y Harappa muestran técnicas avanzadas de gestión del agua, incluidos baños públicos, sistemas de pozos y facilidades de almacenamiento de agua. Si bien la evidencia directa de recipientes para regar como los encontrados en Mesopotamia o Egipto puede ser limitada, los sistemas de plomería avanzados sugieren que los recipientes se usaban para llevar agua a hogares y jardines.
- Antiguo Perú (Moche, Nazca, Inca). Se ha encontrado evidencia en Nazca, Machu Picchu y Chan Chan. En el antiguo Perú, particularmente entre los Moche (100–700 d. C.) y Nazca (100 a. C.–800 d. C.), y más tarde el Imperio Inca, hay abundante evidencia de recipientes para regar y técnicas de irrigación. La cultura Moche, conocida por su cerámica avanzada, creó recipientes cerámicos decorativos para regar, a menudo en forma de animales o figuras humanas. Estos recipientes probablemente se usaban tanto en contextos domésticos como agrícolas. Los sistemas de irrigación Nazca incluían el uso de canales y recipientes de almacenamiento de agua que habrían sido cruciales en su entorno desértico.[12]

- Los Incas (1438–1533 d. C.) fueron maestros en la gestión del agua, construyendo redes extensas de acueductos, reservorios y campos en terrazas. Se han encontrado evidencias de sistemas de irrigación y recipientes de almacenamiento de agua en Machu Picchu y Chan Chan, que contaban con elaborados sistemas de distribución de agua utilizando jarras cerámicas y canales de agua.

Para el período medieval en Europa, comenzaron a surgir contenedores más especializados para regar plantas, aunque todavía eran rudimentarios en comparación con las regaderas modernas.
El término "regadera" apareció por primera vez en 1692, en el diario del entusiasta jardinero de casa de campo Lord Timothy George de Cornualles. Antes de eso, se conocía como "maceta de riego".  Los diseños tempranos eran recipientes simples de metal o cerámica con un pico.
En el siglo XVIII, la regadera comenzó a adoptar una forma más reconocible, con diseños de picos mejorados y la adición de un asa para facilitar el vertido.
En 1886 la regadera "Haws"  fue patentada por John Haws mientras cultivaba vainilla durante su servicio colonial británico en Mauricio, Haws sustituyó el asa montada en la parte superior por una redonda en la parte posterior.. La patente decía "Esta nueva invención forma una regadera que es mucho más fácil de transportar y volcar, y al mismo tiempo es mucho más limpia, y más adaptada para su uso que cualquier otra puesta a disposición del público." Haws murió en 1913 antes de tener la oportunidad de aceptar una medalla de la Royal Horticultural Society y una invitación a la exposición inaugural Chelsea Flower Show de 1913.

## Importancia del riego
El agua es vital para la vida y la supervivencia de todas las plantas. El agua también es esencial para el transporte de nutrientes y azúcares del suelo a las plantas. Todas las plantas sufrirán escasez de agua o sequía en algún momento. Esto puede ser fatal en algunos casos o ralentizar gravemente el crecimiento de esas plantas.
El agua es un nutriente esencial para las plantas y constituye hasta el 9% de su tejido. Es necesaria para que brote una semilla y, a medida que la planta crece, el agua transporta los nutrientes por toda la planta. El agua es responsable de varias funciones importantes en los tejidos vegetales. 
El agua es necesaria para la fotosíntesis, que es la forma en que las plantas utilizan la energía del sol para crear su propio alimento. Durante este proceso, las plantas utilizan el dióxido de carbono del aire y el hidrógeno del agua absorbida por sus raíces y liberan oxígeno como subproducto. Este intercambio se produce a través de estomas porosos en las hojas.  
El agua también se evapora en las hojas, en un proceso llamado transpiración, que evita que las plantas se sobrecalienten. Las temperaturas cálidas, el viento y el aire seco aumentan la tasa de transpiración. A medida que el agua se evapora a través de las hojas, se extrae más agua a través de las raíces de la planta.  
Los nutrientes y azúcares procedentes de la fotosíntesis se disuelven en el agua y pasan de las zonas de mayor concentración, como las raíces, a las de menor concentración, como las flores, el tallo y las hojas, para su crecimiento y reproducción.
El agua es responsable del soporte estructural celular en muchas plantas, creando una presión constante en las paredes celulares llamada turgencia, que hace que la planta sea flexible pero fuerte y le permite doblarse con el viento o mover las hojas hacia el sol para maximizar la fotosíntesis. 
Una humedad baja provocará el oscurecimiento de los tejidos de la planta y el enrollamiento de las hojas, lo que acabará causando la muerte de la planta.  Al regar las plantas de jardín, es importante hacerlo a fondo, en lugar de con frecuencia y poca agua, para favorecer un crecimiento más profundo de las raíces.

## Calendario
El día 10 del mes de Termidor en el calendario republicano revolucionario francés se conoce como Día de la Regadera (en francés arrosoir), equivalente al 28 de julio en el calendario gregoriano.

## Imágenes

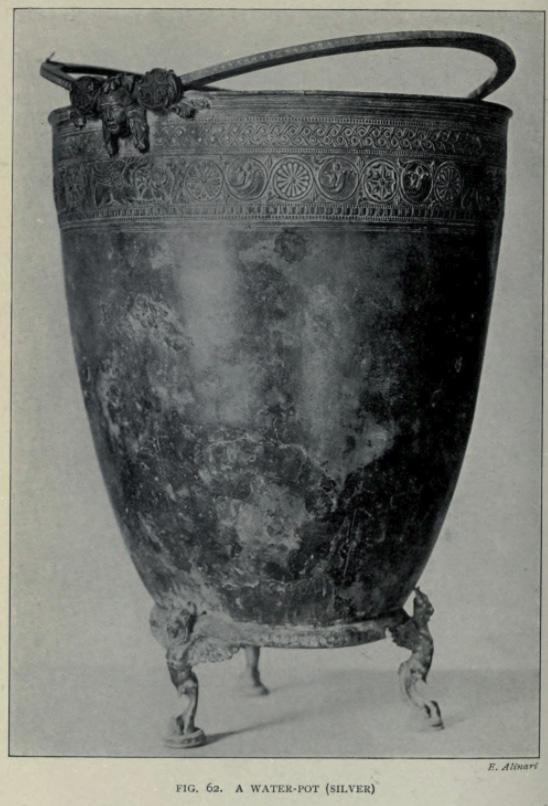
Cántaro de agua, excavado en la Villa de los Papiros, Herculano, hacia el año 79 d.C.
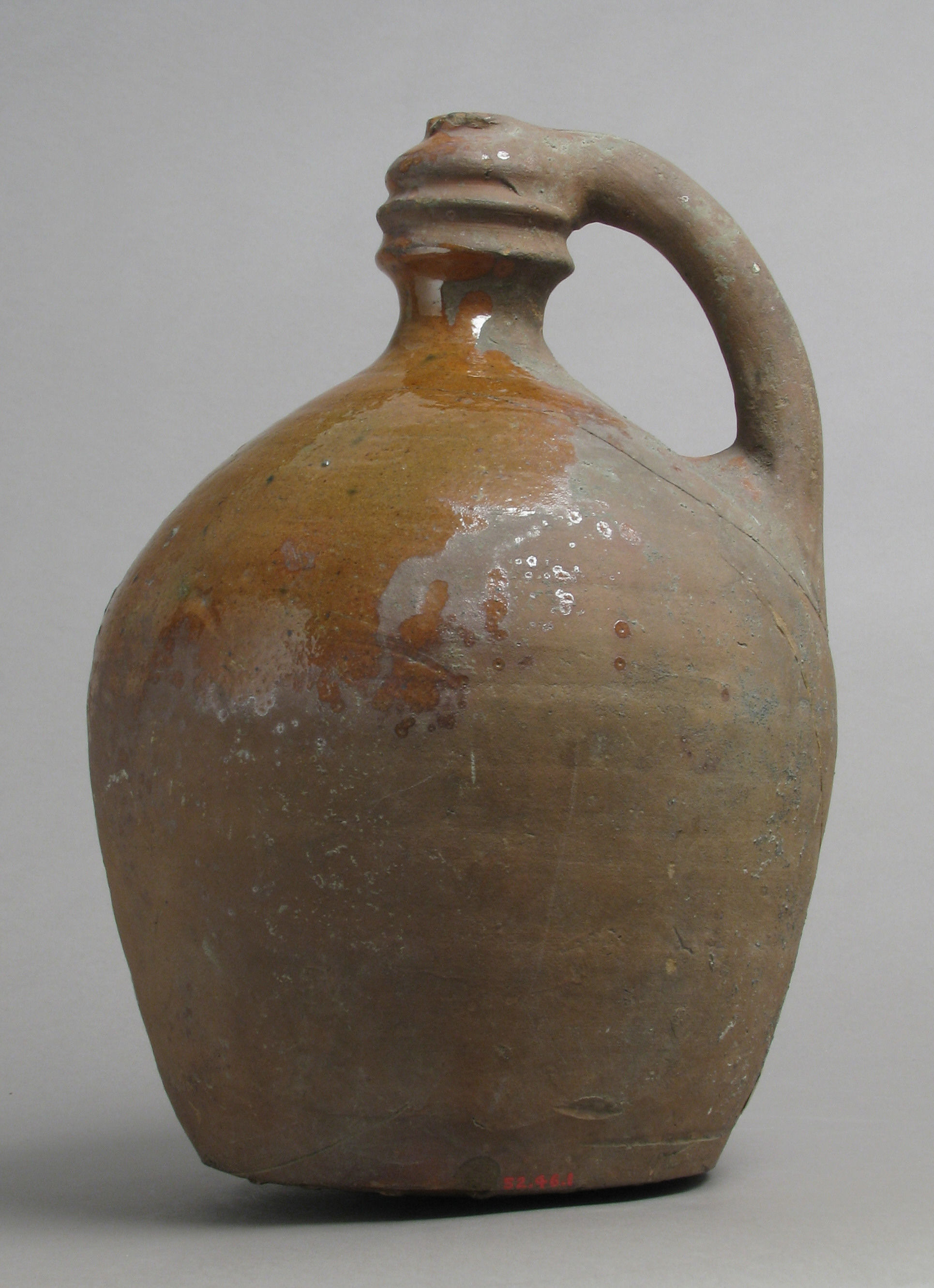
Regadera de cerámica de los siglos XVI-XVII
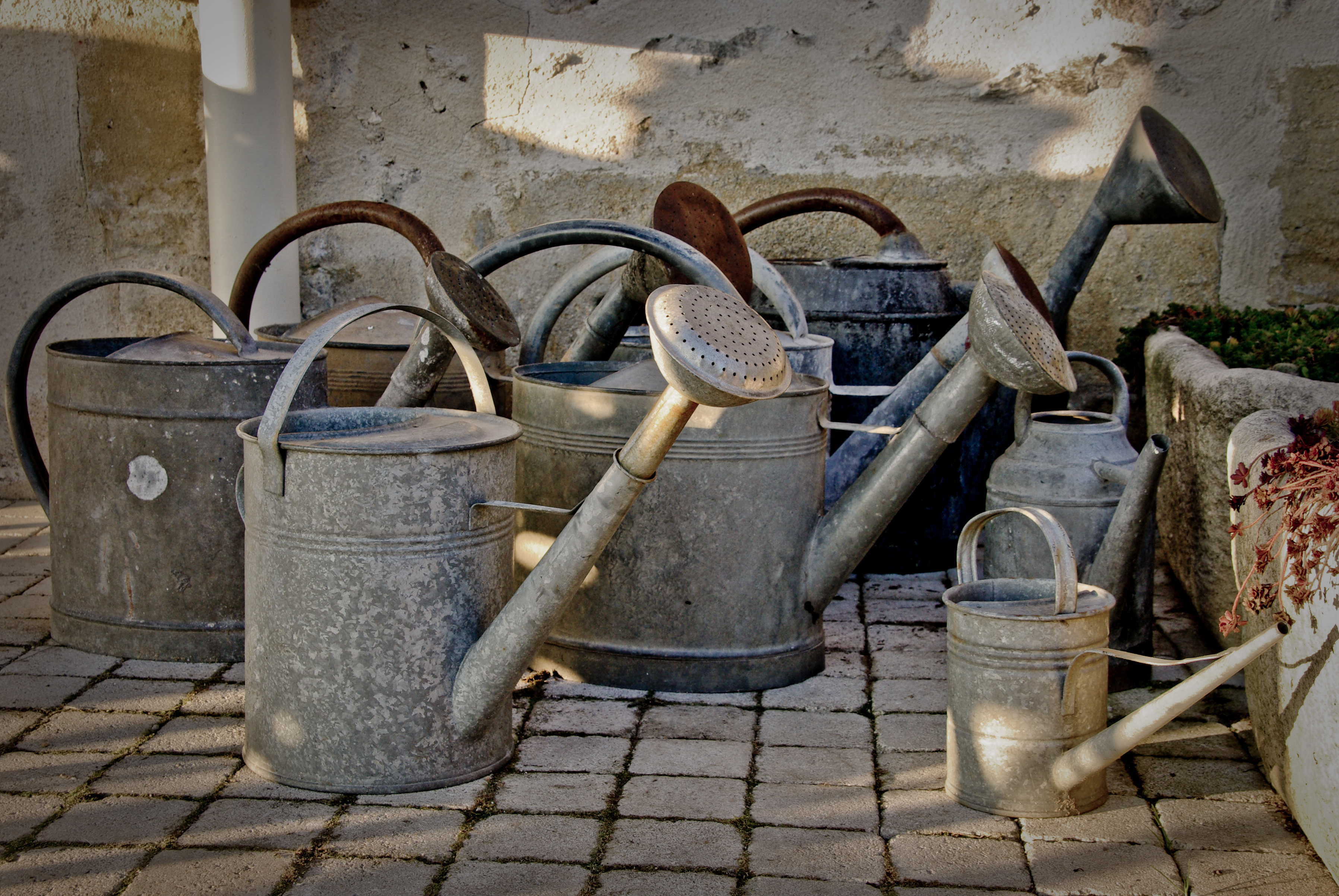
Surtido de regaderas de metal
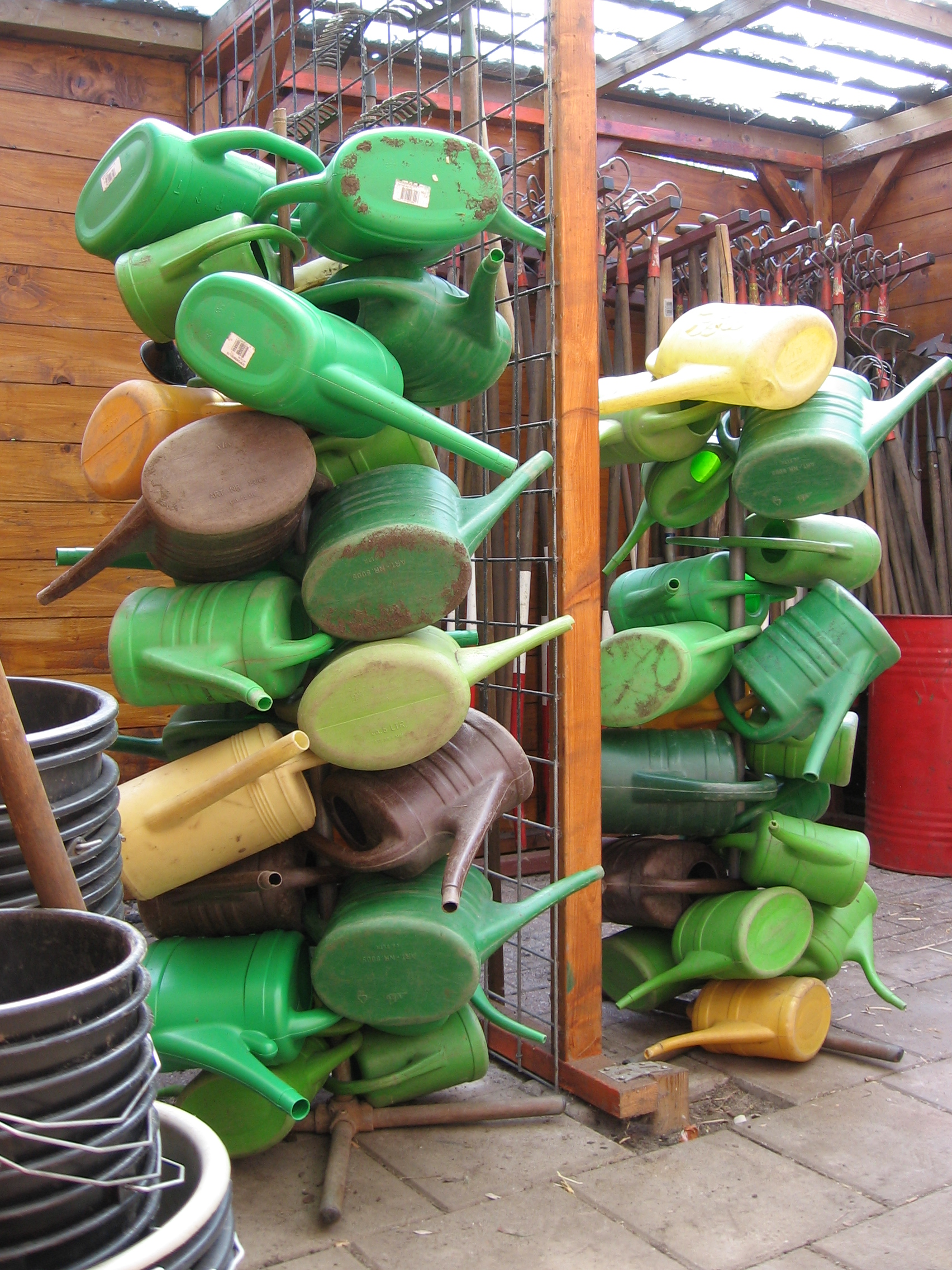
Regaderas en una estaca en un huerto escolar, Schooltuin Plutodreef, en Utrecht, Países Bajos
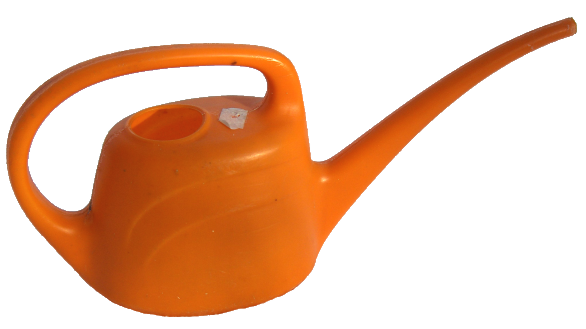
Una regadera de plástico
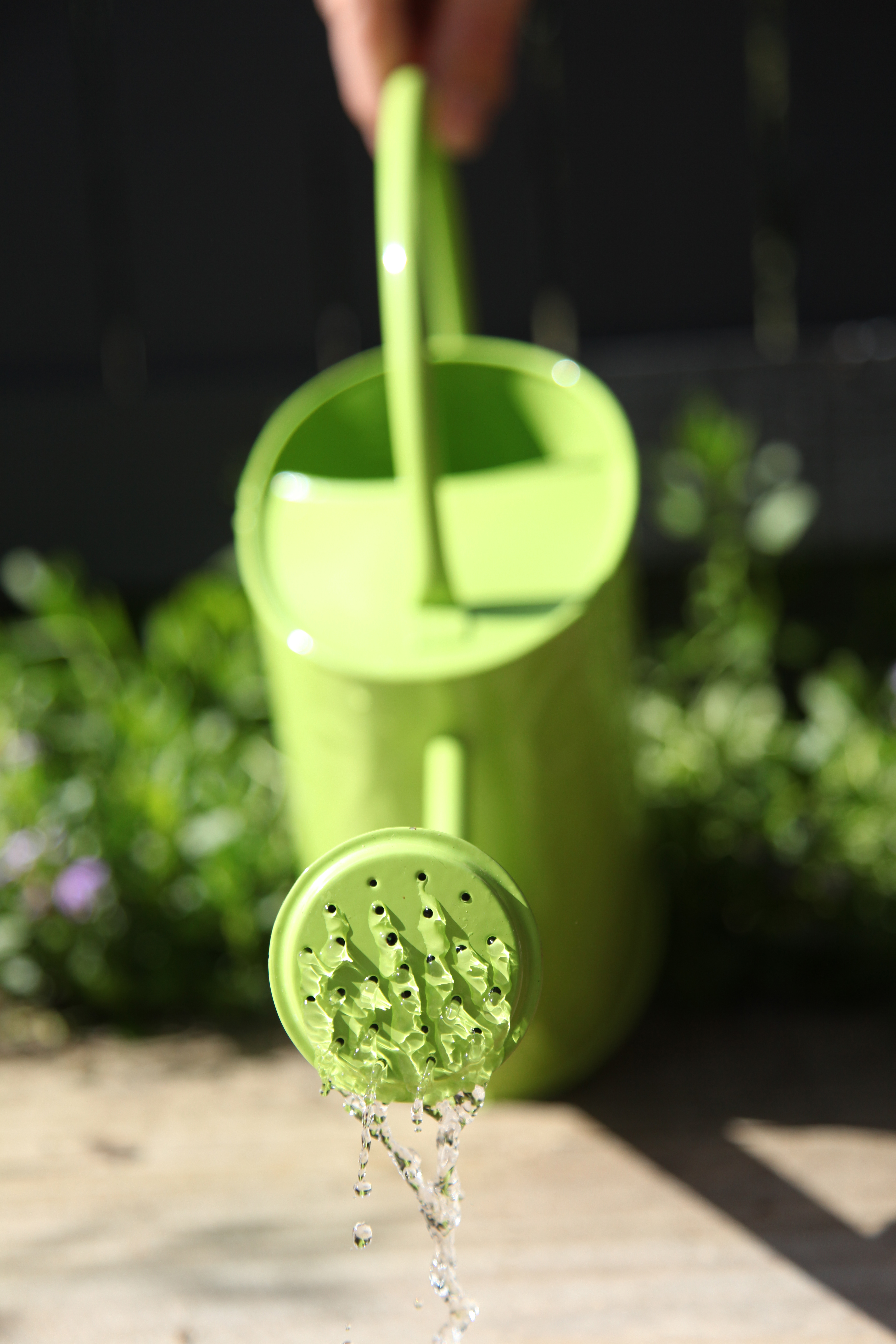
Regadera verde de 2 litros de hierro galvanizado vertiendo agua
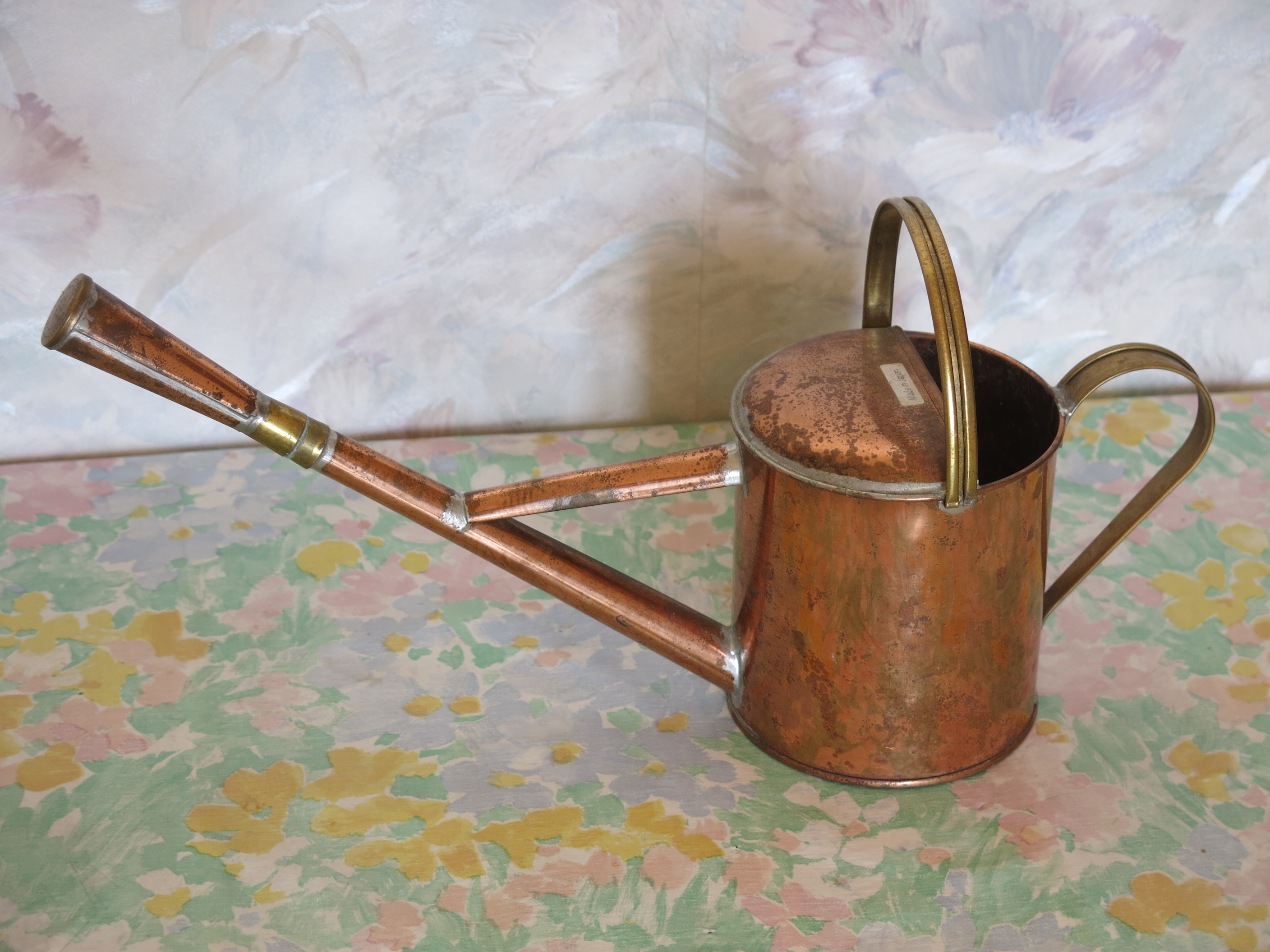
Regadera para bonsái
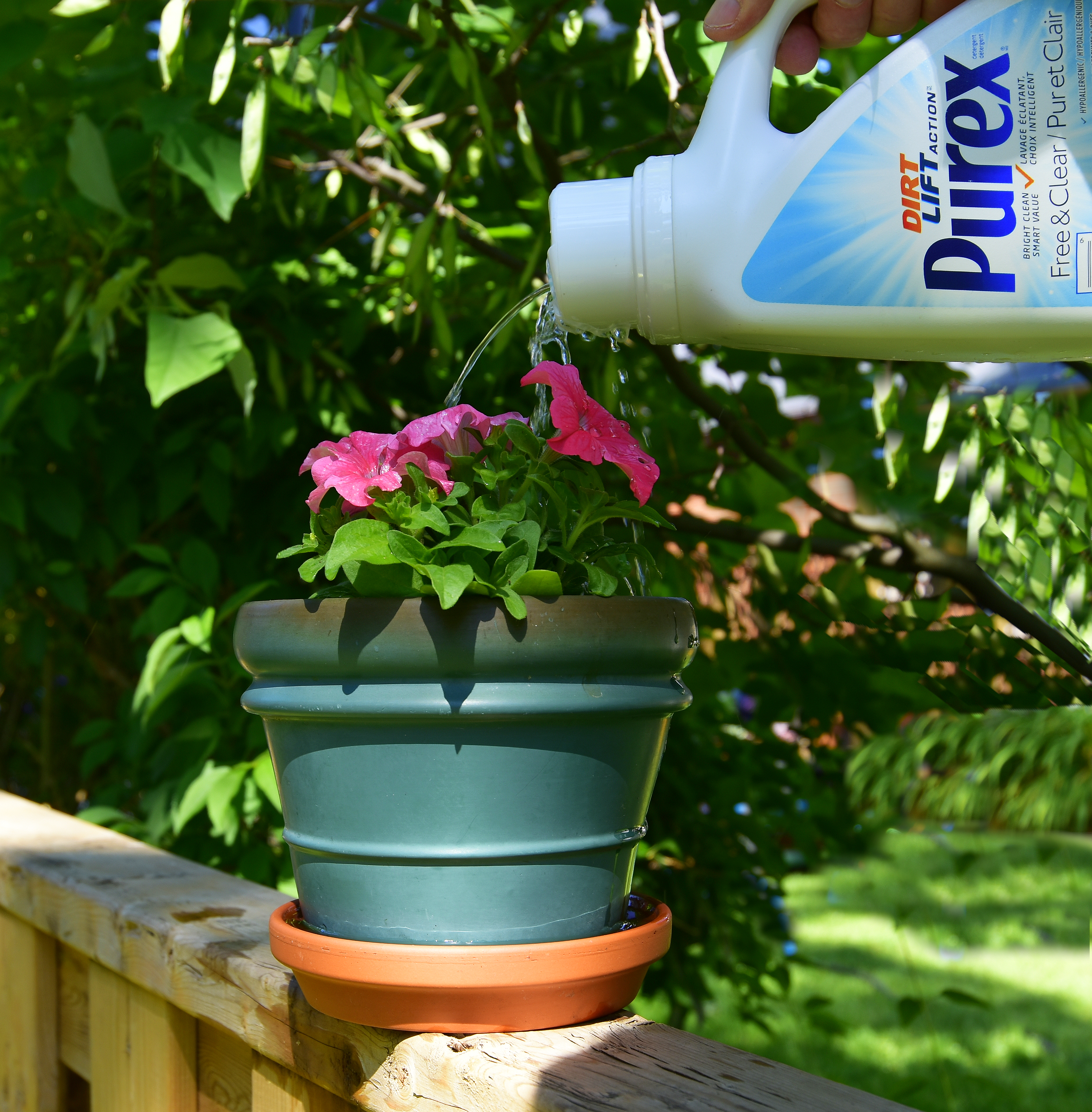
Regadera fabricada a partir de un envase desechado